# Nota conversível
Em finanças, um título conversível ou nota conversível ou dívida conversível (ou uma debênture conversível se tiver um vencimento superior a dez anos) é um tipo de título que o portador pode converter em um número específico de ações ordinárias na empresa emissora ou em dinheiro de igual valor. É uma segurança híbrida com recursos semelhantes a dívidas e capital. Originou-se em meados do século XIX e foi usado por especuladores como Jacob Little e Daniel Drew para combater as curvas de mercado.
Os títulos conversíveis são na maioria das vezes emitidos por empresas com baixa classificação de crédito e alto potencial de crescimento. Os títulos conversíveis também são considerados como garantia da dívida, porque as empresas concordam em dar uma taxa de juros fixa ou flutuante, como fazem em títulos comuns para os fundos do investidor. Para compensar um valor adicional através da opção de converter o título em ações, um título conversível geralmente tem uma taxa de cupom menor do que a dívida semelhante não conversível. O investidor recebe o potencial upside de conversão em capital, enquanto protege o downside com o fluxo de caixa dos pagamentos de cupom e o retorno do principal no vencimento. Essas propriedades levam naturalmente à ideia de arbitragem conversível, em que uma posição comprada no título conversível é equilibrada por uma posição vendida no patrimônio subjacente.
Do ponto de vista do emissor, o principal benefício de levantar dinheiro vendendo títulos conversíveis é um pagamento reduzido de juros em dinheiro. A vantagem para as empresas de emitir títulos conversíveis é que, se os títulos são convertidos em ações, a dívida das empresas desaparece. No entanto, em troca do benefício dos pagamentos de juros reduzidos, o valor do patrimônio líquido é reduzido devido à diluição das ações esperada quando os obrigacionistas convertem seus títulos em novas ações.
As notas conversíveis também são um veículo frequente para o investimento inicial em empresas iniciantes, como uma forma de dívida que se converte em capital em uma rodada futura de investimentos.[carece de fontes?] É um veículo de investimento híbrido, que carrega a (limitada) proteção da dívida no início, mas compartilha o lado positivo como patrimônio se a startup for bem-sucedida, evitando a necessidade de avaliar a empresa no estágio inicial.

## Tipos
Os subscritores têm sido bastante inovadores e forneceram diversas variações da estrutura conversível inicial. Embora não exista uma classificação formal no mercado financeiro, é possível segmentar o universo conversível nos seguintes subtipos:

### Obrigações convertíveis simples
- As obrigações convertíveis simples (em inglês: Vanilla Convertible Bonds) são as estruturas conversíveis mais simples. Eles concedem ao detentor o direito de converter em um certo número de ações determinado de acordo com um preço de conversão determinado antecipadamente. Eles podem oferecer pagamentos regulares de cupom durante a vida do título e ter uma data de vencimento fixa onde o valor nominal do título é resgatável pelo titular. Esse tipo é o tipo conversível mais comum e normalmente fornece o perfil de retornos assimétricos e convexidade positiva, muitas vezes erroneamente associados a toda a classe de ativos: no vencimento, o detentor de fato converteria em ações ou solicitaria o resgate ao par, dependendo se preço das ações está acima do preço de conversão.

### Conversíveis obrigatórios
- Os conversíveis obrigatórios são uma variação comum do subtipo simples, especialmente no mercado norte-americano. O conversível obrigatório forçaria o detentor a converter em ações no vencimento - daí o termo "Obrigatório". Esses títulos freqüentemente teriam dois preços de conversão, tornando seus perfis semelhantes a uma estratégia de opção de "reversão de risco". O primeiro preço de conversão limitaria o preço em que o investidor receberia o equivalente ao seu valor nominal em ações, o segundo delimitaria onde o investidor ganharia mais do que o par. Observe que, se o preço das ações estiver abaixo do primeiro preço de conversão, o investidor sofrerá uma perda de capital em comparação ao seu investimento original (excluindo os possíveis pagamentos de cupom). Os conversíveis obrigatórios podem ser comparados à venda a termo de ações a um prêmio.

### Conversíveis reversíveis
- Os conversíveis reversos são uma variação menos comum, emitida principalmente sinteticamente. Eles seriam o oposto da estrutura simples: o preço de conversão atuaria como uma opção curta de venda: como o preço das ações caía abaixo do preço de conversão, o investidor começava a ficar exposto ao desempenho das ações subjacentes e não podia mais resgatar par o seu vínculo. Essa convexidade negativa seria compensada por um pagamento de cupom regular geralmente alto.

### Conversíveis embalados
- Os conversíveis em pacotes ou, às vezes, estruturas "bond + option" são simplesmente obrigações em linha reta e uma opção / garantia de compra agrupadas. Normalmente, o investidor seria capaz de negociar as duas pernas separadamente. Embora o pagamento inicial seja semelhante ao de um plano simples, os conversíveis embalados teriam então dinâmicas e riscos diferentes associados a eles, uma vez que no vencimento o detentor não receberia algum dinheiro ou ações, mas algum dinheiro e potencialmente alguma parte. Eles perderiam, por exemplo, o efeito modificado de mitigação da duração usual com estruturas convertíveis de baunilha simples.

## Características adicionais
Qualquer estrutura de obrigações convertíveis, além do seu tipo, teria uma certa gama de características adicionais, conforme definido no seu prospecto de emissão:
- Preço de conversão : O preço nominal por ação no qual a conversão ocorre, este número é fixado na emissão, mas pode ser ajustado sob alguma circunstância descrita no prospecto de emissão (por exemplo, subgrupo de ações subjacentes). Você poderia ter mais de um preço de conversão para emissões conversíveis não-simples.
- Prêmio de emissão : Diferença entre o preço de conversão e o preço da ação na emissão.
- Taxa de conversão : o número de ações para as quais cada título convertível se converte. Pode ser expresso por título ou por centímetro (por 100).
- Data de vencimento / resgate : data final de pagamento de um empréstimo ou outro instrumento financeiro, momento em que o principal (e todos os juros remanescentes) deve ser pago. Em alguns casos, para obrigações não conversíveis não-simples, não há data de vencimento (ou seja, perpétua), este é frequentemente o caso de conversíveis preferidos (por exemplo, US0605056821).
- Data final de conversão : data final em que o titular pode solicitar a conversão em ações. Pode ser diferente da data de resgate.
- Cupom : Pagamento periódico de juros pago ao detentor do título conversível do emissor. Poderia ser fixo ou variável ou igual a zero.
- Rendimento : O rendimento do título convertível na data de emissão pode ser diferente do valor do cupom se o título oferecer um resgate de prêmio. Nesses casos, o valor do rendimento determinaria o valor de resgate do prêmio e o valor de resgate do intermediário colocado.

Os conversíveis poderiam suportar outros recursos mais técnicos, dependendo das necessidades do emissor:
- Recursos de chamada : A capacidade do emissor (em alguns títulos) de chamar um título antecipadamente para resgate. Isso não deve ser confundido com uma opção de chamada. Uma Softcall se referiria a um recurso de chamada em que o emissor só pode fazer chamadas em determinadas circunstâncias, geralmente com base no desempenho do preço da ação subjacente (por exemplo, o preço atual da ação está acima de 130% do preço de conversão em 20 dias). Um recurso Hardcall não precisaria de nenhuma condição específica além de uma data: nesse caso, o emissor seria capaz de recuperar uma parte ou a totalidade da emissão no preço da chamada (tipicamente par) após uma data específica.
- Coloque características : A capacidade do titular do título (o credor) para forçar o emitente (o mutuário) para reembolsar o empréstimo em uma data anterior ao vencimento. Estes ocorrem frequentemente como janelas de oportunidade, a cada três ou cinco anos e permitem que os titulares exerçam seu direito a um reembolso antecipado.
- Conversão Contingente (também conhecida como CoCo): Restrinja a capacidade dos convertíveis convertidos em acções. Normalmente, as restrições seriam baseadas no preço das ações subjacentes e / ou no tempo (por exemplo, conversível a cada trimestre se o preço das ações estiver acima de 115% do preço de conversão).[3] Convertíveis reversíveis nesse aspecto poderiam ser vistos como uma variação de um Mandatory tendo uma característica de conversão contingente baseada. Mais recentemente, algumas emissões do CoCo foram baseadas no índice de capital nível 1 para alguns grandes bancos emissores.
- Redefinir : o preço de conversão seria redefinido para um novo valor, dependendo do desempenho do estoque subjacente. Normalmente, seria em casos de desempenho inferior (por exemplo, se o preço das ações após um ano for inferior a 50% do preço de conversão, o novo preço de conversão seria o preço atual das ações).
- Alteração do evento de controle (também conhecido como Ratchet): o preço de conversão seria reajustado em caso de aquisição da empresa subjacente. Existem muitos subtipos de fórmulas de catraca (por exemplo, base Make-whole, dependente do tempo ...), seu impacto para o detentor do bônus pode ser pequeno (ex.: ClubMed, 2013) para significativo (eg Aegis, 2012). Muitas vezes, essa cláusula também concederia a capacidade dos detentores de títulos conversíveis de "colocar", ou seja, solicitar o reembolso antecipado de seus títulos.
- Não dilutivo: O recurso não dilutivo foi popularizado com as taxas de juros mais baixas (por exemplo, em euros), a fim de tornar a emissão conversível ainda atraente para os emissores que já se beneficiam de juros baixos no mercado de títulos diretos. Em uma colocação não-dilutiva, o emissor entraria simultaneamente em um contrato de opção OTC com o subscritor (ou um terceiro). Esta opção freqüentemente corresponderia à greve do conversível, bem como à sua maturidade. Isso resultaria no cancelamento da diluição em caso de conversão do conversível no vencimento se o preço das ações estivesse acima da greve. Normalmente, para evitar totalmente a diluição, o prospecto conversível restringiria a possibilidade de conversão antecipada.

## Estrutura e terminologia
Devido à sua relativa complexidade, os investidores em títulos conversíveis poderiam se referir aos seguintes termos ao descrever os títulos conversíveis:
- Paridade: Valor imediato do conversível se convertido, normalmente obtido como o preço atual da ação multiplicado pela taxa de conversão expressa para uma base de 100. Também pode ser conhecido como Propriedade do Exchange.
- Chão de títulos: Valor do elemento de renda fixa de um conversível, ou seja, não considerando a capacidade de converter em ações.
- Premium: Definido como preço conversível atual menos a paridade
- Obrigações permutáveis: Obrigações convertíveis em que a empresa emissora e a sociedade por ações subjacente são empresas diferentes (por exemplo, XS0882243453, GBL no GDF Suez). Essa distinção é geralmente feita em termos de risco, ou seja, patrimônio e risco de crédito sendo correlacionados: em alguns casos, as entidades seriam legalmente distintas, mas não consideradas permutáveis, pois o último garantidor é o mesmo que a empresa subjacente (por exemplo, típico no caso). dos Sukuk, títulos conversíveis islâmicos, precisando de uma configuração legal específica para estar de acordo com a lei islâmica).
- Sintético: títulos conversíveis estruturados sinteticamente emitidos por um banco de investimento para replicar um pagamento conversível em um título subjacente específico. A maioria dos conversíveis reversíveis são sintéticos. Por favor, note que os Convertíveis Embalados (por exemplo, Siemens 17 DE000A1G0WA1) não são considerados produtos sintéticos, uma vez que o emissor não seria um Banco de Investimentos: eles apenas atuariam como subscritores. Da mesma forma, uma estrutura replicada usando títulos e opções retas seria considerada como uma estrutura de pacotes.

## Mercados e perfis de investidores
O mercado global de obrigações convertíveis é relativamente pequeno, com cerca de 400 mil milhões de USD (a partir de janeiro de 2013, excluindo produtos sintéticos), comparando-se com o mercado de obrigações corporativas diretas que seria de cerca de 14.000 mil milhões de USD. Entre esses 400 bilhões, cerca de US $ 320 bilhões são títulos conversíveis "Vanilla", o maior subsegmento da classe de ativos.
Os conversíveis não são distribuídos igualmente e existem pequenas diferenças entre os diferentes mercados regionais:
- América do Norte: Cerca de 50% do mercado global conversível, principalmente dos EUA (mesmo que o Canadá esteja bem representado no setor Material). Este mercado é mais padronizado do que os outros, com estruturas conversíveis sendo relativamente uniformes (por exemplo, características de aquisição padrão da Make-Whole, Conversão Contingente @ 130%). Em relação à negociação, o mercado conversível americano é "centralizado" em torno do TRACE, o que ajuda em termos de transparência de preços. Uma outra particularidade deste mercado é a importância dos Convertíveis Obrigatórios e Preferidos especialmente para Finanças (cerca de 10 a 20% das emissões nos benchmarks regionais dos EUA). A maior parte da operação comercial é baseada em Nova York.
- EMEA: As emissões europeias, do Médio Oriente e africanas são negociadas normalmente fora da Europa, sendo Londres o maior nó seguido por Paris e, em menor escala, Frankfurt e Genebra. Representa cerca de 25% do mercado global e apresenta uma maior diversidade em termos de estruturas (por exemplo, do CoCoCo ao francês OCEANE). Por causa dessa falta de padronização, muitas vezes é considerado mais técnico e implacável que o mercado americano do ponto de vista comercial. Uma quantidade muito pequena dos volumes é negociada em troca, enquanto a grande maioria é feita OTC sem um sistema de relatório de preços (por exemplo, como TRACE). A liquidez é significativamente menor do que no mercado norte-americano. As convenções de negociação NÃO são uniformes: os conversíveis franceses trocariam unidades sujas, enquanto os outros países seriam trocados em equivalentes nocionais.
- Ásia (ex Japão): Esta região representa cerca de 17% do mercado total, com uma estrutura global semelhante ao mercado EMEA, embora com maior padronização entre as emissões. A maior parte da negociação é feita em Hong-Kong, com uma parcela menor em Cingapura.
- Japão: Esta região representa cerca de 8% do mercado total a partir de janeiro de 2013, apesar de no passado ser comparável em tamanho ao mercado norte-americano. Ele diminuiu principalmente devido ao ambiente de juros baixos, tornando a vantagem competitiva de reduzir o pagamento de cupons menos atraente para os emissores. Uma especificidade chave do mercado japonês é o preço de oferta da emissão sendo geralmente acima de 100, significando que o investidor efetivamente teria um rendimento negativo para se beneficiar do potencial de capital subjacente. A maior parte da negociação é feita a partir de Tóquio (e Hong Kong para algumas empresas internacionais).

Os investidores em títulos conversíveis são divididos em duas grandes categorias: Hedged e Long-only investors.
- Investidores cobertos / de arbitragem / swaps: mesa proprietária de negociação ou fundos cobertos usando como estratégia central a arbitragem conversível que consiste, por sua iteração mais básica, como sendo longos os bônus conversíveis enquanto é curto o estoque subjacente. Comprar o conversível durante a venda do estoque é muitas vezes referido como sendo "em troca". Os investidores cobertos modulam os seus diferentes riscos (por exemplo, capital próprio, crédito, taxa de juros, volatilidade, moeda), colocando em prática um ou mais hedge (por exemplo, Estoque Curto, CDS, Swap de Ativos, Opção, Futuro). Inerentemente, os criadores de mercado são investidores protegidos, pois teriam uma carteira de negociação durante o dia e / ou durante a noite, de forma protegida, para fornecer a liquidez necessária para realizar suas operações de mercado.
- Investidores Long Only / Outright: Investidores conversíveis que serão proprietários do título para seus perfis de remuneração assimétricos. Eles normalmente seriam expostos aos vários riscos. Por favor, note que os fundos conversíveis globais normalmente cobriam seu risco cambial, bem como o risco de taxa de juros em algumas ocasiões, no entanto, a cobertura de Volatilidade, Equidade e Crédito seria tipicamente excluída do escopo de sua estratégia.

As divisões entre esses investidores diferem em todas as regiões: em 2013, a região norte-americana foi dominada pela Hedged Investors (cerca de 60%), enquanto a EMEA foi dominada por investidores Long Only (cerca de 70%). Globalmente, a divisão é equilibrada entre as duas categorias.

## Avaliação
Em teoria, o preço de mercado de uma debênture conversível nunca deve cair abaixo de seu valor intrínseco. O valor intrínseco é simplesmente o número de ações convertidas ao valor nominal multiplicado pelo preço atual de mercado das ações ordinárias.
Os 3 principais estágios do comportamento das obrigações conversíveis são:
- In-the-money: o preço de conversão é < Equity Price.
- No dinheiro: o preço de conversão é = preço de ações.
- Out-the-money: O preço de conversão é > Equity Price.

Os CB's in-the-money são considerados como estando dentro da Area of Equity (o lado direito do diagrama). Os CBs com dinheiro são considerados dentro da Área de Capital e Dívida (a parte central do diagrama). Os CB's out-the-money são considerados como estando dentro da Area of Debt (o lado esquerdo do diagrama).
Do ponto de vista da avaliação, um título conversível consiste em dois ativos: um título e um warrant. A valorização de um conversível requer uma suposição de:
1. a volatilidade das ações subjacentes para avaliar a opção e
2. o spread de crédito para a parcela de renda fixa que leva em conta o perfil de crédito da empresa e o ranking do conversível dentro da estrutura de capital.

Usando o preço de mercado do conversível, pode-se determinar a volatilidade implícita (usando o spread assumido) ou o spread implícito (usando a volatilidade assumida).
Esta dicotomia volatilidade / crédito é a prática padrão para avaliar conversíveis. O que torna os conversíveis tão interessantes é que, exceto no caso das permutáveis (ver acima), não se pode separar totalmente a volatilidade do crédito. Maior volatilidade (uma coisa boa) tende a acompanhar o crédito mais fraco (ruim). No caso de permutáveis, a qualidade de crédito do emissor pode ser dissociada da volatilidade das ações subjacentes. Os verdadeiros artistas dos conversíveis e trocáveis são as pessoas que sabem jogar esse ato de equilíbrio.
Um método simples para calcular o valor de um conversível envolve o cálculo do valor presente dos pagamentos futuros de juros e principal ao custo da dívida e acrescenta o valor presente do warrant. No entanto, esse método ignora certas realidades do mercado, incluindo taxas de juros estocásticas e spreads de crédito, e não leva em consideração características conversíveis populares, como chamadas de emissor, colocações de investidores e redefinições de taxas de conversão. Os modelos mais populares para avaliar os conversíveis com esses recursos são os modelos de diferenças finitas, bem como as árvores binomiais e trinomiais mais comuns.
Desde 1991-92, a maioria dos criadores de mercado na Europa empregou modelos binomiais para avaliar conversíveis. Os modelos foram disponibilizados pelo INSEAD, Trend Data do Canadá, Bloomberg LP e modelos desenvolvidos internamente, entre outros. Esses modelos precisavam de uma entrada de spread de crédito, volatilidade para precificação (volatilidade histórica frequentemente usada) e a taxa de retorno livre de risco. O cálculo binomial assume que há uma distribuição de probabilidade em forma de sino para os preços futuros das ações, e quanto maior a volatilidade, mais achatada é a forma da campainha. Onde houver chamadas de emissor e opções de compra, isso afetará o período residual esperado de opcionalidade, com diferentes níveis de preço das ações. O valor binomial é um valor esperado ponderado, (1) fazendo leituras de todos os diferentes nós de uma rede que se expandem a partir dos preços atuais e (2) levando em conta períodos variáveis de opcionalidade residual esperada em diferentes níveis de preço das ações. As três maiores áreas de subjetividade são (1) a taxa de volatilidade usada, pois a volatilidade não é constante e (2) se deve ou não incorporar ao modelo um custo de empréstimo de ações, para fundos de hedge e market-makers. O terceiro fator importante é (3) o status do dividendo do capital entregue, se o título for chamado, pois o emissor pode cronometrar a compra do título para minimizar o custo do dividendo para o emissor.

## Risco
Os títulos conversíveis são emitidos principalmente por empresas iniciantes ou pequenas. A chance de inadimplência ou grande movimento em qualquer direção é muito maior do que as firmas bem estabelecidas. Os investidores devem ter uma grande consciência do risco significativo de crédito e do comportamento de oscilação dos preços associados a obrigações convertíveis. Consequentemente, os modelos de avaliação precisam capturar o risco de crédito e lidar com o potencial salto de preço.

## Usos para investidores
- Os títulos conversíveis são geralmente emitidos oferecendo um rendimento maior do que o obtido nas ações para as quais os títulos se convertem.
- Títulos conversíveis são mais seguros do que ações preferenciais ou ordinárias para o investidor. Eles fornecem proteção de ativos, porque o valor do título conversível cairá apenas para o valor do fundo de títulos: no entanto, na realidade, se o preço da ação cair muito, o spread de crédito aumentará e o preço do título descerá abaixo do piso de títulos. Ao mesmo tempo, os títulos conversíveis podem oferecer a possibilidade de retornos semelhantes aos da alta.
- Além disso, títulos conversíveis são geralmente menos voláteis do que ações ordinárias. De fato, um título conversível se comporta como uma opção de compra. Portanto, se C é o preço da chamada e S, a ação normal, então

{\displaystyle \Delta ={\frac {\delta C}{\delta S}}\Rightarrow \delta C=\Delta \times \delta S.}  Em conseqüência, desde {\displaystyle 0<\Delta <1} nós temos {\displaystyle \delta C<\delta \S }, o que implica que a variação de C é menor que a variação de S, o que pode ser interpretado como menor volatilidade.
- A compra simultânea de títulos conversíveis e a venda a descoberto de ações ordinárias do mesmo emissor é uma estratégia de hedge funds conhecida como arbitragem conversível. A motivação para tal estratégia é que a opção de capital incorporado em um título conversível é uma fonte de volatilidade barata, que pode ser explorada por arbitradores conversíveis.
- Em circunstâncias limitadas, certas obrigações convertíveis podem ser vendidas a descoberto, deprimindo assim o valor de mercado de uma ação e permitindo que o detentor da dívida reivindique mais acções com as quais vender a descoberto. Isso é conhecido como financiamento espiral da morte.

## Usos para emissores

### Custos de empréstimos de taxa fixa mais baixos
- Custos de empréstimos fixos mais baixos. As obrigações convertíveis permitem aos emitentes emitir dívida a um custo inferior. Normalmente, uma obrigação conversível em questão produz entre 1% e 3% menos do que títulos retos.

### Bloqueio em empréstimos a longo prazo de taxa fixa baixa
- Bloqueio em empréstimos a longo prazo de taxa fixa baixa . Para um diretor financeiro observando a tendência das taxas de juros, há uma atração na tentativa de capturar o ponto mais baixo do ciclo para financiar com dívida de taxa fixa ou swap de empréstimos bancários com taxa variável para empréstimos conversíveis de taxa fixa. Mesmo que o mercado fixo gire, pode ainda ser possível para uma empresa pedir emprestado por meio de um conversível com um cupom mais baixo do que seria possível com o financiamento direto da dívida.

### Preço de conversão mais alto do que um preço de exercício da emissão de direitos
- Preço de conversão mais alto do que um preço de exercício da emissão de direitos . Da mesma forma, o preço de conversão que uma empresa fixa em um conversível pode ser superior ao nível que o preço da ação alcançou recentemente. Compare a diluição de capital em um conversível emitido, digamos, em um prêmio de 20 ou 30 pontos percentuais em relação à maior diluição de capital em uma emissão de direitos, quando as novas ações são oferecidas em um desconto de 15 a 20 pontos percentuais ao preço da ação predominante.

### Diluição de votação adiada
- Diluição de votação adiada . Com um título conversível, a diluição dos direitos de voto dos acionistas existentes ocorre apenas na eventual conversão do título. No entanto, as ações preferenciais conversíveis geralmente possuem direitos de voto quando os dividendos preferenciais estão em atraso. Evidentemente, o maior impacto da votação ocorre se o emissor decidir emitir um permutável em vez de um conversível.

### Aumentar o nível total de endividamento
- Aumentar o nível total de endividamento . Convertibles podem ser usados para aumentar o montante total da dívida de uma empresa em questão. O mercado tende a esperar que uma empresa não aumente a dívida direta além de certos limites, sem que ela tenha um impacto negativo no rating de crédito e no custo da dívida. Os conversíveis podem fornecer financiamento adicional quando a "janela" da dívida direta não estiver aberta. A subordinação da dívida conversível é frequentemente considerada um risco aceitável pelos investidores se os direitos de conversão forem atrativos a título de compensação.

### Maximizar o financiamento permitido sob as regras de preferência
- Maximizar o financiamento permitido sob as regras de preferência . Para países como o Reino Unido, onde as empresas estão sujeitas a limites no número de ações que podem ser oferecidas a não-acionistas de forma não preventiva, os conversíveis podem levantar mais dinheiro do que através de emissões de ações. Segundo as Diretrizes do Reino Unido de 1989 emitidas pelos Comitês de Proteção ao Investidor (IPCs) da Associação de Seguradoras Britânicas (ABI) e a Associação Nacional de Gestores de Fundos de Pensão (NAPF), os IPCs aconselharão seus membros a não se oporem a questões não preventivas. que não somam mais do que 5pct ao patrimônio histórico não diluído do balanço no período da AGM à AGM, e não mais que 7,5pct no total durante um período de 3 exercícios financeiros. Os limites de preempção são calculados com base na hipótese de 100pct de probabilidade de conversão, usando a figura do capital social do patrimônio líquido não diluído (onde é assumida uma probabilidade de conversão 0pct). Não há tentativa de atribuir probabilidades de conversão em ambas as circunstâncias, o que resultaria em maiores emissões conversíveis permitidas. A razão para essa inconsistência pode estar no fato de que as Diretrizes de Pré-Emissão foram elaboradas em 1989, e as avaliações binomiais não eram comuns entre os investidores profissionais até 1991-92.

### Conversíveis de resgate premium
- Convertíveis de resgate de prêmio, como a maioria dos conversíveis franceses e notas de opção de rendimento de cupom zero (LYONs), fornecem um retorno fixo de juros em questão que é significativamente (ou completamente) contabilizado pela valorização do preço de resgate. Se, no entanto, os títulos forem convertidos pelos investidores antes da data de vencimento, o emissor terá se beneficiado por ter emitido os títulos com um cupom baixo ou até zero. Quanto maior o preço de resgate do prêmio, (1) quanto mais as ações tiverem que viajar para que a conversão ocorra antes da data de vencimento, e (2) quanto menor o prêmio de conversão tiver que estar em questão para garantir que os direitos de conversão sejam confiáveis.

### Papel takeover
- Papel de aquisição . Os conversíveis têm um lugar como a moeda usada em aquisições. O licitante pode oferecer uma renda mais alta em um conversível do que o rendimento de dividendos das ações da vítima, sem ter que aumentar o rendimento de dividendos em todas as ações do licitante. Isso facilita o processo para um licitante com ações de baixo rendimento, adquirindo uma empresa com ações de maior rendimento. Perversamente, quanto menor o rendimento das ações do licitante, mais fácil será para o licitante criar um prêmio de conversão mais alto no conversível, com conseqüentes benefícios para a matemática da aquisição. Na década de 1980, os conversíveis domésticos do Reino Unido representavam cerca de 80% do mercado europeu de conversíveis, e mais de 80% desses títulos foram emitidos como moeda de aquisição ou como financiamento para aquisições. Eles tinham várias atrações cosméticas.  O lucro pro-forma totalmente diluído por ação não mostra nenhum dos custos extras de manutenção do conversível até o dia da conversão, independentemente de o cupom ter 10pct ou 15pct. O lucro por ação totalmente diluído também é calculado com base em um número menor de ações do que se o patrimônio líquido fosse usado como a moeda de controle.  Em alguns países (como a Finlândia), os conversíveis de várias estruturas podem ser tratados como patrimônio líquido pela profissão contábil local. Nessas circunstâncias, o tratamento contábil pode resultar em uma dívida menos pro forma do que se a dívida direta fosse usada como moeda de controle ou para financiar uma aquisição. A percepção era de que a alavancagem era menor com um conversível do que se a dívida direta fosse usada. No Reino Unido, o predecessor do International Accounting Standards Board (IASB) interrompeu o tratamento de ações preferenciais conversíveis como patrimônio. Em vez disso, ele deve ser classificado como (1) capital preferencial e como (2) conversível também.  No entanto, nenhum dos custos do dividendo preferencial (possivelmente substancial) incorridos durante o serviço de uma ação preferencial conversível é visível na declaração de lucros consolidados pro-forma antes dos impostos.  Os benefícios cosméticos em (1) relataram lucro por ação diluído pro-forma, (2) endividamento (por um tempo) e (3) lucro antes de impostos consolidado pró-forma (por ações preferenciais conversíveis) levaram a ações preferenciais conversíveis do Reino Unido. sendo a maior classe européia de conversíveis no início dos anos 80, até que os termos mais curtos alcançáveis em títulos euroconvertíveis resultaram em novas emissões euroconversíveis eclipsando conversíveis domésticos (incluindo ações preferenciais conversíveis) a partir de meados da década de 1980.

### Vantagens fiscais
- Vantagens fiscais . O mercado de conversíveis é principalmente direcionado para o investidor não contribuinte. O preço refletirá (1) o valor das ações subjacentes, (2) a vantagem da receita bruta descontada do conversível sobre as ações subjacentes, mais (3) algum valor para a opcionalidade embutida do título. A vantagem fiscal é maior com conversíveis obrigatórios. Efetivamente, um acionista que paga impostos altos pode se beneficiar da securitização da receita bruta futura do credor, renda que pode compensar com lucros tributáveis.

## Tabela da Liga de Subscrição dos EUA Equity Linked 2010
| Classificação | Segurador                      | Quota de mercado (%) | Quantidade ($ m) |
| ------------- | ------------------------------ | -------------------- | ---------------- |
| 1             | JP Morgan                      | 21,0                 | US$ 7.359,72     |
| 2             | Banco da América Merrill Lynch | 15,3                 | US$ 5.369,23     |
| 3             | Goldman Sachs & Co             | 12,5                 | US$ 4.370,56     |
| 4             | Morgan Stanley                 | 8,8                  | US$ 3.077,95     |
| 5             | Deutsche Bank AG               | 7,8                  | US$ 2,748.52     |
| 6             | Citi                           | 7,5                  | US$ 2.614,43     |
| 7             | Crédito Suiço                  | 6,9                  | US$ 2.405,97     |
| 8             | Barclays Capital               | 5,6                  | US$ 1.969,22     |
| 9             | UBS                            | 4,5                  | US$ 1.589,20     |
| 10            | Jefferies Group Inc            | 4,3                  | US$ 1.522,50     |

Fonte: Bloomberg